# Årsbok

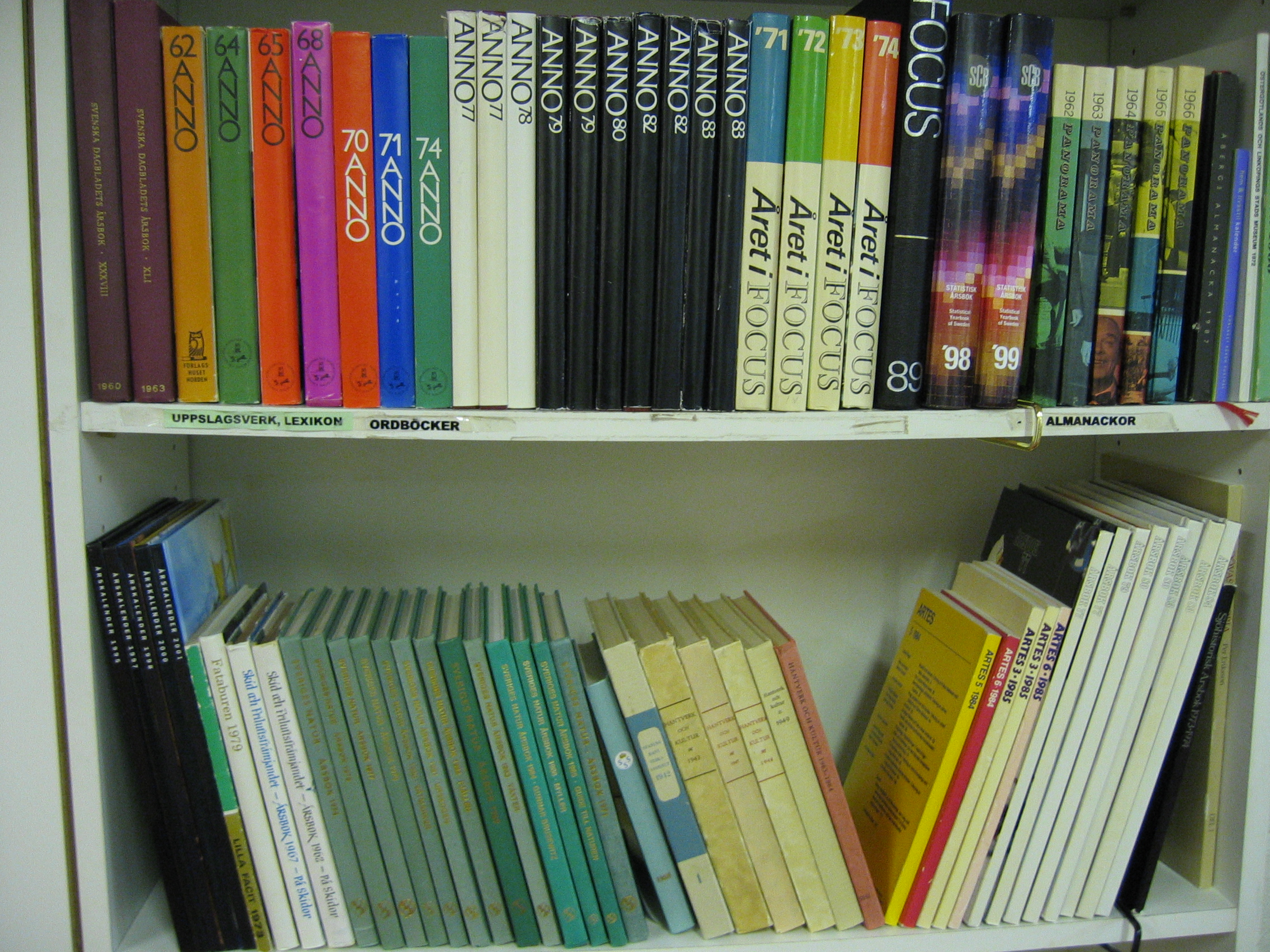
Några årsböcker i en andrahandsbutik. På övre hyllan syns allmänna årsböcker, på den undre årsböcker från olika föreningar.

Årsböcker eller årsskrifter utgör ett specialfall av tidskrifter eller "periodisk litteratur", som utkommer endast en gång om året. Liksom tidskrifter har de vanligen ISSN och inte ISBN.
Allmänna årsböcker sammanfattar det gångna årets nyhetshändelser. Nära besläktade med de allmänna årsböckerna är årliga supplementband till större uppslagsverk, som Året i Focus och Nationalencyklopedins årsband. Betraktat som historieskrivning, är de allmänna årsböckerna en form av krönika och annaler. När Svenska Dagbladets Årsbok första gången utkom 1924 (sammanfattande händelserna 1923), angav förordet att en förebild var brittiska Daily Mail Year Book, som började utkomma 1901.
Årsböcker för olika specialintressen, föreningar och institutioner brukar utöver uppsatser av olika författare även innehålla årets verksamhetsberättelse. För varje år kan uppsatserna vara inriktade på ett visst tema. Ett känt svenskt exempel är Svenska Turistföreningens årsskrift, som 1915 började avhandla ett landskap per årgång.
Många gymnasieskolor ger årligen ut en skrift om årets nyblivna studenter, i Sverige i format av examenstidningar.
Enskilda kåsörer, krönikörer och serietecknare har gett ut sina alster i årsboksform, till exempel Torsten Ehrenmark (Årets Ehrenmark, 1966-1985), Staffan Lindén (Staffans stollar. En årskrönika i bild, 1957-1988) och Poul Ströyer (Ströyers dagbok, 1954-1989). Specialfall av tidskrifter med ett nummer per år, som dock inte brukar räknas som årsböcker, är jultidningar och amerikanska serietecknares annualer.
Statistiska årsböcker utges i Sverige av flera kommuner samt av Statistiska centralbyrån (Statistisk årsbok). I många kommuner har webben kommit att ersätta tryckta statistiska årsböcker. Som ett slags statistisk årsbok kan man också betrakta Guinness Rekordbok.
Som årsböcker eller mera sällan utges också matriklar (medlemsförteckningar), skolkataloger, adresskalendrar, telefonkataloger och biografiska handböcker. Kända svenska exempel är Sveriges statskalender, Sveriges Ridderskap och Adels kalender (numera vart tredje år), taxeringskalendern och Vem är det (vartannat år).
En näraliggande genre är almanackor, som lämnar information om det kommande årets kalender (tideräkning), helgdagar, namnsdagar, månens faser, solens upp- och nedgång och lämnar utrymme för egna anteckningar och inbokade möten. Många almanackor innehåller även allmän information, på ett sätt som gränsar till den allmänna eller statistiska årsboken, till exempel statistiska uppgifter om världens länder.

## Allmänna årsböcker

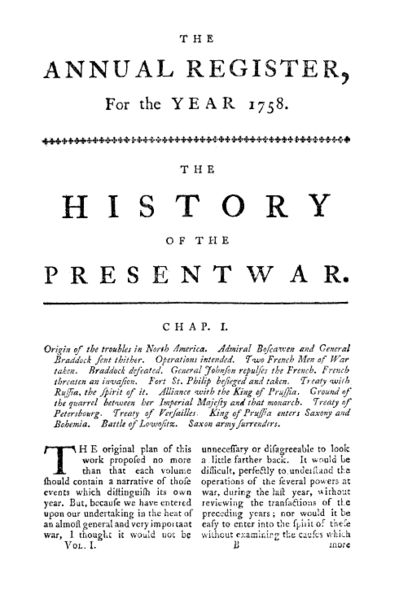
Första sidan ur The Annual Register for the Year 1758

I London utges The Annual Register sedan 1758, Statesman's Yearbook sedan 1864 och Daily Mail Yearbook sedan 1901. På tyska finns Europäischer Geschichtskalender, grundad 1861 av Heinrich Schulthess och Egelhaaf’s historisch-politischer Jahresbericht sedan 1908. Danska Avis-Aarbogen grundades 1924.
Några svenska allmänna årsböcker
- Aktuellt (1960-, ISSN 0568-7667), Horisont (1970-, ISSN 0349-2907) och Respons (1996-, ISSN 1402-6805), alla tre från Bertmarks Förlag AB
- Anno (1959-1999, ISSN 0570-2011) som har införlivat Svenska Dagbladets årsbok (1924-1964)
- Faktakalendern (1970-) från Semic, ISSN 1101-0134
- Fotografisk årsbok (1945-1970), från förlaget Nordisk Rotogravyr
- Nationalencyklopedins årsband (1996-), en fortsättning av Bra Böckers Årsbok och Året i Focus.
- När Var Hur (1945-2007, ISSN 0347-3333)
- Panorama : en bokfilm (av Per-Erik Lindorm för Bonniers Folkbibliotek, 1960-1969), fortsatt av Panorama - Expressen (1970-1972)
- Tidens kalender (1921-1991, ISSN 1101-1211), jämför tidskriften Tiden
- Året i Focus (1971-1996, ISSN 0283-4030), jämför uppslagsverket Focus, sedan årgång 1992 utgivet av Bra Böcker och sammanslaget med Bra Böckers Årsbok / Nationalencyklopedins årsbok
- Årets största händelser i bilder (1949-), svensk utgåva av schweiziska Weltrundschau
- Årsbok (Bokförlaget Bra Böcker, 1967-1989) följd av Bra Böckers Årsbok (1990-, ISSN 1102-0075) från 1999 med titeln BBB Årsbok
- aha årsbok (2008-, ISSN 1645-0468), Bertmarks Förlag, årsbok (supplement) till Aha uppslagsverk

## Några svenska föreningars eller institutioners årsböcker
- Daedalus, Tekniska Museets årsbok (1931-)
- Fataburen (kvartalstidskrift 1906-1930, årsbok 1931-)
- Nordisk kriminalkrönika (1970-) utges av Svenska Polisidrottsförlaget
- Svenska Turistföreningens årsskrift (1886-)
- Sveriges Natur. Svenska Naturskyddsföreningens årsskrift (1910-)

## Årskrönikor i svenska etermedia
Även etermedia skapar ofta årskrönikor. Normalt är det nyhetsredaktioner som skapar dem som en sammanfattning av nyhetsåret och sportredaktioner som sammanfattar sportåret. De sänds ofta kring nyår.
Exempel på årskrönikor i etermedia är SVT:s sportårskrönika och Viasat Sports årskrönika.